# Athame
L'athame és el nom del ganivet màgic usat en els cultes de la wicca, bruixeria i altres rituals neopagans. Pel seu caràcter ritual de vegades s'assembla més a una espasa curta. Té un mànec de color negre, sovint amb símbols propiciatoris gravats en ell que poden basar-se en runes germàniques, signes astrològics, un pentacle o fins i tot símbols creats expressament per a aquell athame pel propietari. El material del mànec pot ser fusta o banya, però mai un element artificial com el plàstic.

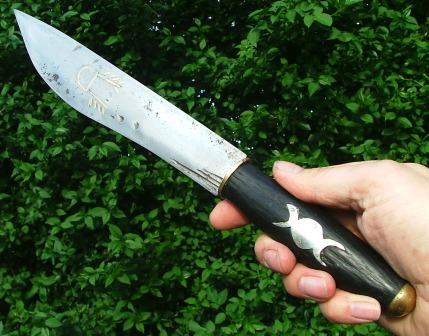
Imatge d'un athame contemporani

## El terme
L'origen del terme athame i les seves variants és controvertit. Una etimologia el fa derivar del verb llatí "arto" (estrènyer), del qual va sorgir "artavo" i per corrupció, la forma arthame, que va acabant perdent la "r". El nom "artavus" en llatí medieval s'aplica a un petit ganivet utilitzat per esmolar les eines d'escriure, un ús coherent amb l'athame modern. El canvi cap a la "e" final pot ser explicar per evolució fonètica a través del francès.
Una segona etimologia fa derivar el nom d'un sintagma àrab no comprovat, al-dhammé, que significaria "lletra de sang", un sentit coherent amb les inscripcions per a les quals va començar-se a usar l'athame en la wicca. Aquest sintagma hauria aparegut en l'àrab de la zona del Marroc i d'allà s'hauria estès pels cercles màgics islàmics.

## Usos
Un athame té diversos usos. En primer lloc s'empra per tallar tot allò que sigui necessari per a un conjur, com per exemple herbes o cabells. També s'ha d'usar per dibuixar el cercle màgic quan aquest és requerit per l'encanteri. Abans, però, s'ha de consagrar perquè es diferenciï d'un ganivet ordinari. Si s'ha usat per tallar, s'ha de tornar a purificar si es vol usar per traçar el pentacle, el cercle màgic o qualsevol altre símbol, és a dir, s'han de diferenciar els moments on l'athame vessa sang (talla), encara que sigui de manera simbòlica, del moment en què escriu o traça.
En segon terme un athame és una eina per canalitzar l'energia màgica i psíquica. Per la seva forma fàl·lica i la violència associada a la guerra simbolitza el principi masculí, mentre que el calze s'associa al principi femení. Introduir el ganivet dins el calze és una metàfora de l'acte sexual que porta a la creació de vida i per això aquest gest es fa servir en nombrosos encanteris neopagans, especialment aquells relacionats amb altres persones. En alguns cultes, el ganivet no pot contenir elements de ferro si s'empra per fecundar el calze, ja que el ferro mata i no engendra vida.
L'athame s'associa al foc, mentre que el calze es lliga a l'aigua que pot contenir. Foc i aigua són elements contraris en la majoria de tradicions ocultistes i novament la conjunció dels contraris recorda al principi de dualisme que regeix aquests actes espirituals.